# 신뢰보호의 원칙
신뢰보호의 원칙(독일어 : Vertrauensschutz, 한자 : 信賴保護의 原則)이란 행정청이 국민에 대하여 행한 언동의 정당성 또는 계속성에 대한 보호가치 있는 개인의 신뢰를 보호하는 법원칙을 말한다. 대한민국의 행정절차법(제4조), 국세기본법(제18조 제3항) 등에서 명문으로 인정되며 판례상으로도 인정되고 있다. 신뢰보호의 원칙은 대륙법계의 관념이나 영미법계의 보통법상 금반언의 법리와 같은 이념을 가지고 있다. 신뢰형성의 결정적 요인인 사실이 사후에 변경되고 관계자가 이를 인식하거나 인식 할 수 있었던 경우에는 관계자는 신뢰의 이익을 원용할 수 없다.

## 요건
1. 행정청의 선행조치가 있어야 하며,
2. 선행조치의 존속이나 정당성에 대한 행정객체의 신뢰가 보호가치있는 것이어야 하며,
3. 행정객체가 행정청의 선행조치를 믿고 어떠한 행동을 하여야 하며,
4. 행정객체가 행한 행동이 행정청의 선행조치와 인과관계가 있어야 하며,
5. 행정청의 선행조치에 반하는 행정청의 처분이나, 선행조치에 의하여 형성된 신뢰를 침해하는 행위를 하지 않아야 한다.

선행조치에는 법령, 행정계획, 행정행위, 확약, 행정지도 등이 포함되나 무효행위는 신뢰대상이 되지 않는다.

## 한계
신뢰보호의 원칙은 다음과 같은 상황에서는 적용의 제한을 갖는다.
1. 사정변경
2. 행정의 법률적합성 원칙과 충돌(법치행정의 원리와 충돌)
3. 공익에 반하는 경우

## 사례
종교법인이 도시계획구역 내 생산녹지로 답인 토지에 대하여 종교회관 건립을 이용목적으로 하는 토지거래계약의 허가를 받으면서 담당공무원이 관련 법규상 허용된다 하여 이를 신뢰하고 건축준비를 하였으나 그 후 당해 지방자치단체장이 다른 사유를 들어 토지형질변경허가신청을 불허가한 것은 신뢰보호원칙에 반한다.

## 판례
- 행정청의 공적 견해표명이 있었는지의 여부를 판단하는 데 있어 반드시 행정조직상의 형식적인 권한 분장에 구애될 것은 아니고 담당자의 조직상의 지위와 임무, 당해 언동을 하게 된 구체적인 경우 및 그에 대한 상대방의 신뢰가능성에 비추어 실질에 의하여 판단하여야 한다.[2]
- 폐기물처리업 사업계획에 대하여 적정통보를 한 것만으로 그 사업부지 토지에 대한 국토이용계획변경신청을 승인하여 주겠다는 취지의 공적인 견해표명을 한 것을 볼 수 없다.[3]
- 건축주와 그로부터 건축설계를 위임받은 건축사가 상세계획지침에 의한 건축한계선의 제한이 있다는 사실을 간과한 채 건축설계를 하고 이를 토대로 건축물의 신축 및 증축허가를 받은 경우, 그 신축 및 증축허가가 정당하다고 신뢰한 데에 귀책사유가 있다.[4]
- 폐기물처리업에 대하여 사전에 관할관청으로부터 적정통보를 받고 막대한 비용을 들여 허가요건을 갖춘 다음 허가신청을 하였음에도 다수 청수업자의 난립으로 안정적이고 효율적인 청소업무의 수행에 지장이 있다는 이유로 한 불허가 처분이 신뢰보호의 원칙 및 비례의 원칙에 반하는 것으로서 재량권을 남용한 위법한 처분이다.[5]
- 원고의 행정행위위반이 있은 후 장기간에 걸쳐 아무런 행정조치가 없은 후 3년이 지난 후에 이를 이유로 운전면허를 취소하는 것은, 행정청이 그간 별다른 행정조치를 하지 않은 것을 믿은 신뢰의 이익과 법적 안정성을 빼앗는 매우 가혹한 것이라 할 것이다.[6]
- 재정경제부가 보도자료를 통해 '법인세법시행규칙을 개정하여 법제처의 심의를 거쳐 6월 말경 공포·시행할 예정'이라고 밝힌 것만으로 위 시행규칙을 시기적으로 반드시 6월 말경까지 공포·시행하겠다는 내용의 공적 견해를 표명한 것으로 보기 어렵고, 부동산의 양도 이전에 위 시행규칙의 관계 규정이 실제 공포·시행되고 있는지 여부를 확인하지 않은 데 귀책사유가 있다.[7]
- 자동차운송사업자에 대하여 교통사고가 일어난 지 1년 10개월이 지난 뒤 사고택시의 운송사업면허를 취소하는 것은 신뢰보호의 원칙에 반한다.[8]
- 과세관청이 운송면허세를 부과할 수 있다는 점을 알고도 수출확대라는 공익상 필요에 의하여 4년 동안 한 건의 면허세도 부과하지 않은 경우에는 신뢰보호의 원칙에 기초한 비과세 관행이 성립된다.[9]
- 법률의 제정이나 개정시 구법질서에 대한 당사자의 신뢰가 합리적이고도 정당하며 법률의 제정이나 개정으로 야기되는 당사자의 손해가 극심하여 새로운 입법으로 달성하고자 하는 공익적 목적이 그러한 당사자의 신뢰의 파괴를 정당화할 수 없다면, 그러한 새로운 입법은 허용될 수 없다.[10]
- 국가가 입법행위를 통하여 개인에게 신뢰의 근거를 제공한 경우, 법률의 존속에 대한 개인의 신뢰가 어느 정도로 보호되는지 여부에 대한 주요한 판단기준은 법령개정의 예측성과 국가에 의하여 유인된 신뢰의 행사 여부이다.[11]
- 법적 상태의 존속에 대한 개인의 신뢰는 그가 어느 정도로 법적 상태의 변화를 예측할 수 있는지 혹은 예측하였어야 하는지 여부에 따라 상이한 강도를 가지는데, 일반적으로 법률은 현실상황의 변화나 입법정책의 변경 등으로 언제라도 개정될 수 있는 것이기 때문에 원칙적으로 법률의 개정은 예측할 수 있었다고 보아야 한다.[12]
- 택지소유상한에관한법률 시행 이전부터 택지를 소유하고 있는 개인에 대하여 택지를 소유하게 된 경위나 그 목적 여하에 관계 없이 일률적으로 소유상한을 적용하도록 한 것은 신뢰보호의 원칙 및 평등원칙에 위배된다.[13]
- 개발이익환수에관한법률 시행전에 개발에 착수하였지만 아직 개발을 완료하지 않은 사업, 즉 개발이 진행 중인 사업에 개발부담금을 부과하더라도 법 시행일까지의 기간에 상응하여 안분되는 개발이익부분을 부과기준에서 제외하는 등의 조치를 하였다면 신뢰보호의 원칙에 위배되지 않는다.[14]
- 법령 시행일 이전에 적법하게 설치한 기존의 노래연습장 시설을 이전 또는 폐쇄하도록 규정한 것은 학교환경위생정화구역과 관련되어 유해환경으로부터 청소년 학생을 보호하기 위한 것으로서 5년간의 유예기간을 주는 등의 경과조치를 두었으므로 신뢰보호의 원칙에 위배되지 않는다.[15]
- 헌법상의 법치국가원리의 파생원칙인 신뢰보호의 원칙은 국민이 법률적 규율이나 제도가 장래에도 지속할 것이라는 합리적인 신뢰를 바탕으로 이에 적응하여 개인의 법적 지위를 형성해 왔을때에는 국가로 하여금 그와 같은 국민의 신뢰를 되도록 보호할 것을 요구한다. 따라서 법규나 제도의 존속에 대한 개개인의 신뢰가 그 법규나 제도의 개정으로 침해되는 경우에 상실된 신뢰의 근거 및 종류와 신뢰이익의 상실로 인한 손해의 정도 등과 개정규정이 공헌하는 공공복리의 중요성을 비교교량하여 현존상태의 지속에 대한 신뢰가 우선되어야 한다고 인정될 때에는 규범정립자는 지속적 또는 과도적으로 그 신뢰보호에 필요한 조치를 취하여야 할 의무가 있다. 이 원칙은 법률이나 그 하위법규 뿐만 아니라 국가관리의 입시제도와 같이 국·공립대학의 입시전형을 구속하여 국민의 권리에 직접 영향을 미치는 제도운영지침의 개폐에도 적용되는 것이다.[16]

## 참고 문헌
- 김철용, 행정법, 고시계사, 2012. ISBN 9788958223832